# Pick up artists
Tzv. komunita svádění, někdy též označována jako komunita Pickupu, je subkultura mužů, jejichž cílem je dosažení romantických a sexuálních úspěchů s ženami skrze sebezlepšování a porozumění sociální psychologii. Existuje převážně díky internetovým fórům a skupinám, stovkám nočních klubů atd. Zastánci této komunity se nechávají nazývat pick up artists, zkráceně PUA (neboli "umělci v balení žen").

## Vznik a vývoj
Komunita svádění souvisí s vydáním knížky Erica Webera How to Pick Up Girls v roce 1970. V osmdesátých letech dva kalifornští guru začínají prodávat vlastní rady ohledně svádění žen. Jeden z nich, Ross Jeffries, je zastáncem techniky NLP, kterou nazval Speed Seduction, neboli Rychlé svádění.
V roce 1994 Lewis De Payne založil skupinu alt.seduction.fast. Tato potom dala vzniknout síti dalších diskuzních fór, blogů a stránek věnujících se technikám svádění. Jelikož byla časem zaspamována, další skupina založila alternativu zvanou "Moderated ASF", která měla přes 20 000 členů. Koncem 90. let Clifford Lee začal psát Cliff's List Seduction Letter, jakožto oficiální projev celé komunity.[zdroj⁠?!]
Další učitelé svádění přicházeli s vlastními metodami a byli známí jako "guru svádění" nebo prostě "guru". Nejslavnější z nich byli Mystery a David DeAngelo. David začal svým příspěvkem do Cliff's Listu. Mystery byl kouzelníkem, který aplikoval svoje nejlepší společenské zkušenosti a "zručnost" ze svých výstupů na scéně do techniky svádění, kterou nazval Mysterys Method, včetně typických prvků pickupového slangu. 2. srpna 2007 Mystery se dvěma žáky vytvořili vlastní televizní pořad pod názvem "The Pick Up Artist", který byl vysílaný na stanici VH1. Nick Savoy se měl show také zúčastnit, ale neobjevil se tam kvůli neshodám s Mysterym. David DeAngelo, žák Rosse Jeffriese, je známý díky své technice zvané 'Cocky and Funny'.[zdroj⁠?!]
V roce 2005, Neil Strauss (žák Mysteryho) napsal knihu Hra : Pod sukněmi tajné společnosti mistrů svůdců. Kniha se dostala na do seznamu bestsellerů New York Times a představila pickup a svádění širšímu publiku.
V letech 1961-1981 vznikl The System od DocLove, dříve LoveCop. Ačkoliv nejde o Pickup, některé rady jsou shodné s tím, co se objevilo v Pickupu a některé další rady byly známy už i před vznikem The System.[zdroj⁠?!]

## Základní myšlenky
Příznivci této komunity se domnívají, že současné vžité rady a zvyky ohledně "balení" – randění se ženami jsou naprosto chybné. Postavení mužů vůči ženám bylo v posledních staletích značně deformováno vůči původním vztahům v přírodě, a to kvůli vlivům civilizace, náboženství (kultura a "morálka"). Ačkoli vztah lidí k sexu se v poslední době zlepšil, průměrný muž je stále obklopen spoustou naprosto chybných přesvědčení ohledně vztahům k ženám. Od malička je to výchova rodičů, v dalším životě to dostávají z televize, rádií, novin, nejen romantické literatury, od rádoby psychologů atd. Sice idea obrovské lásky k jediné ženě a celoživotní monogamie není tolik častá, stále tu máme "mýty" jako dvoření se ženám, "kavalírství", oddanost až závislost. Utrácení peněz za ženu – kupování květin, cukrovinek, dárků, šperků – naprosté nesmysly, které do nás společnost a média vtlačily. Tito "milí" muži (v ženském podvědomí "neškodní hlupáci") umí naslouchat ženám, mají spoustu kamarádek, avšak nemohou udržet dlouhodobý vztah, jejich láska není opětována, začínají ženu "nudit".[zdroj⁠?!]
Podle PUA je fyzický vzhled muže pro ženu méně důležitý než vzhled ženy pro muže. Členové komunity svádění pracují na své "hře" (zkušenostech ze svádění), a to zlepšováním porozumění ženské psychiky a svého sebevědomí. Spousta z nich věří, že svoji "hru" mohou zlepšit zkušenostmi a že zdatnost soužití s ženami se dá u jednotlivce vylepšovat, stejně jako zdatnosti v jiných oborech a stránkách lidského života.[zdroj⁠?!]
Komunita svádění má svůj vlastní provokativní slang, sbírku akronymů a žargónu pro popis mužů a žen a jejich interakce. Např. pojem "AFC" (Average frustrated chump – Průměrný frustrovaný hlupák) označuje muže bez cílů, "obyčejného dobrého chlapa", který není schopný svést ženu. "AMOG" (Alpha-Male Of Group): alfa-samec, muž, který má ve skupině nejvyšší postavení a respekt. Některé koncepty jsou ze sociobiologie, evoluční psychologie. Často jsou citovány knihy jako The Red Queen od Matta Ridley, Sperm Wars od Robina Bakera, The Mating Mind od Geoffrey Millera.[zdroj⁠?!]

## Praxe
Ve své Hře Neil Strauss uvádí spoustu různých praktik, které se stávají v komunitě svádění. Členové komunity věří v dosažení úspěchu s ženami spíše skrze vědecký a logický přístup k věci, než spoléhání na dobrý vzhled, intuici a zvyklosti dvoření ve společnosti. Zvyklost chodit ven za účelem seznámení se s ženami je známá jako "sarging". Termín vytvořil Ross Jeffries. Pick up artist může "sargovat" sám anebo s "wingmanem" – kamarádem.

### "Přiblížení a zahájení"
Z anglického jazyka approach and opening.
PUA předpokládá, že ženy jsou pasivní a nebudou zahajovat seznámení a vyžadují od muže, aby začal on tím, že se přiblíží – osloví je, mnohé mají vypěstovaný cit na přímé a nepřímé signály sexuálního zájmu.[zdroj⁠?!]
"Approach" může být mířený na ženu ve skupině nebo samotnou, PUA může být sám nebo s kamarádem. Approach může být přímý (sexuální zájem je zřejmý v komunikaci), nebo nepřímý (působí lhostejně vůči fyzické intimitě). Approach může být když k němu žena "vzývá" (vhodná řeč těla, oční kontakt nebo úsměv). PUA věří, žena dává najevo zájem dotýkáním se svých vlasů, smíchem ("indikátory zájmu") a dokáží najít příležitost, kdy převést komunikaci na vyšší úroveň intimity. Tato eskalace je však často kritizována kvůli zmeškání příležitosti a tím ztlumí celkovou atraktivitu. Příležitost může být hravě ignorována, aby vzbudila napětí a poskytla prostor pro emoce, kdy se lidé cítí pohodlně a uvolněně.[zdroj⁠?!]
"Chladný approach" je, když "cíl" nedává žádné známky náklonnosti. Může být použit vůči osobě, o níž nic nevíte, bez ohledu na to, jak se "cíl" chová. Approach probíhá verbálně nebo neverbálně. Téměř každý PUA, ať je sebevíce zkušený, si přiznává jakýsi "strach z oslovení". Tento pocit se zvětšuje tím, čím déle je approach odkládán.[zdroj⁠?!]
Začátek konverzace se nazývá "opening", vše co přitom řekne se nazývá "opener" – otvírák. Může být předem připravený, nebo čistě improvizovaný. Členové komunity často praktikují approach a opening, někteří z nich mají za sebou tisíce approachů. Strauss popisuje muže, který udělal 125 approachů za jediný den.[zdroj⁠?!]

### Interakce ("spolupráce") se ženami
Po approachi a openingu se PUA pokouší více zapojit ženu do konverzace. Chvíle, kdy se žena (nebo skupina) rozhodne, že chtějí pokračovat v "interakci" s mužem, se nazývá "hook point" – zaháknutí.
Mezi nejznámější techniky patří:[zdroj⁠?!]
- "Negs" (negy) – negace, poznámky, jako jsou dvojsmyslné komplimenty, vyřčeny za účelem demonstrace nezájmu muže, jejich "diskvalifikaci" jako potenciálních nápadníků, nebo jednoduše – aby diskvalifikovali "cíl". Jsou používány především u velmi atraktivních žen. Jejich účelem je např. mírné snížení sebeúcty ženy, která je potom bezbranná vůči pickupu. Negy ukazují vyšší hodnotu muže, zahajují smyčku napětí, vypadá to, že PUA se vůbec nechce zalíbit, že je jakousi "výhrou", kterou "cíl" – žena má za úkol získat. Negy také snižují obranu ženy vůči "chtivým" nápadníkům, žena se necítí tolik provinile.

- "Cocky & Funny" (drzý a vtipný) – kombinuje humor s trochu přehnanou hranou arogancí (technika vyvinutá Davidem DeAngelem).

- "Kino" (ze slova kinesthesia) – fyzické dotyky.

- "Rutiny" – předem připravené fráze. PUA může vyprávět příběh nebo cokoli jiného o sobě (pravdivý nebo převzatý od ostatních PUA), který si předem připraví.

- "Vzorce řeči" – např. hypnotizující jazyk odvozený z NLP, za účelem ovlivnění ženského podvědomí, způsobující iracionální chování ženy. Vzorce mohou být vytvořeny spontánně, avšak většinou jsou předem připraveny.

- "Zvolení hodnot" – zjišťování, co je pro osobu důležité a co si přeje. Je to technika z NLP pro zefektivnění vzorců řeči a ovlivnění osoby. Na rozdíl od vžitých vzorců, kde někdo spoléhá na určitou sekvenci událostí, zvolení hodnot používá sekvenci otázek pro zjištění "interního plánu", který vede k určitému stavu. PUA se poté pokouší tohoto stavu dosáhnout. Také se používá ke vzájemnému ztotožnění. Člověk vidí, že jsme zažili stejnou věc, jako zažil on, že známe jeho pocity. Získáme respekt, má o nás zájem a chce vědět více.

- "AMOG ničitelé" (Alpha Male Other Guy) – jednání s konkurenčními "samci" ve skupině pomocí dvojsmyslných komplimentů, mírných úšklebků (např. dělání si legrace z jejich oblečení). AMOG osoby jednají tak, aby se stali dominantní osobou ve skupině. Stávají se jimi jednoduše "neuznáváním" ostatních osob. Dále bývají komunikativnější, umí vzbuzovat pocity a zanechávat dojem, přitom působí sebejistě a ovládají se.

Různé styly pickupu se dělí do různých úrovní. Např. Mysteryho metoda člení interakce s ženami do tří stádií: vizuální zaujetí (attraction), navádění pocitu pohodlí a svádění, každé se dělí do třech dalších podkategorií. Na druhou stranu, zastánci "přirozené hry", jako jsou Juggler a Real Social Dynamics, nedoporučují předem připravené chování.

## Kontroverze
Komunita svádění dostává obrovskou pozornost médií, obzvláště od chvíle uveřejnění Straussova článku v The New York Times a jeho knihy Hra. Odezvy vůči komunitě byly nejrůznější, byla nazývána "nepřátelskou" vůči ženám, San Francisco Chronicle komunitu charakterizovali jako "dětský kult sexuálního dobývání", nazývaje její taktiky zlověstnými a patetickými. Tvrdili, že "pokud se na ženy v knize přihlíží jako na zboží, nakonec však vypadají lépe než muži, kteří mohou být vyloženě odporní - a ukazuje často jejich celkem smutné, nefunkční povahy".[zdroj⁠?!]
Feminismus bývá často také velmi kritický vůči komunitě. Beatrix Campbellová tvrdí, že Hra dělá z žen "sexuální objekty", a že "takovýmto způsobem kurzy pomáhají mužům být trochu méně neschopní v jejich vztazích se ženami, pomocí šarmu a trochy vynalézavosti při svádění. Ale jediná věc, která jim ve vztazích opravdu pomůže, je soucit a zaujetí k ženám". Další kritika se týká toho, že pickup není pouze ošuntělý, je také urážlivý. Chtějí slyšet "Ahoj, jmenuji se ...", podání si rukou. Chování jako k lidské bytosti. Aby PUA přestali brát ženy jako cíl dobytí a ostatní muže jako konkurenci. Strauss na to odpověděl, že kdyby to takto doopravdy fungovalo, tak by nemusel žádnou knihu nikdy psát.[zdroj⁠?!]

## Komercializace
Pozornost médií a velký růst komunity svádění vedl ke komercializaci a soutěžím. Učitelé sváděcích technik pořádají kurzy, prodávají knihy, DVD a CD skrze internet. Ve své Hře Strauss popisuje soutěže mezi jednotlivými guru svádění (PUG).[zdroj⁠?!]

## Pick up artists v Česku
I v Česku najdeme komerční a nekomerční fóra a skupiny, zaměřené na pickup a společenskou dynamiku. Z nich dosáhnul největší velikosti projekt na stránkách https://forum.streetgame.cz/ Jedná se o největší česko-slovenské fórum o pickupu a společenské dynamice a přidružený web.

## Umění

### Film a seriály
Metoda svádění tzv. Pickup, byla zmíněna:
- Film Magnolia (1999), ve kterém hrál Tom Cruise jako Frank T.J. Mackey, autor systému „Sveď a znič" (anglicky „Seduce and Destroy")
- V seriálu Dáma a Král II, v 9. díe s názvem Tři odstíny smrti,[1] kde si role Pickupistů zahráli: Vincent Navrátil, Marek Holý, Petr Buchta.